# Lijst van administratieve eenheden in Long An
Deze lijst bevat een overzicht van administratieve eenheden in Long An (Vietnam).
De provincie Long An ligt in het zuiden van Vietnam, dat ook de Mekong-delta wordt genoemd. De oppervlakte van de provincie bedraagt 4493,8 km² en Long An telt ruim 1,430.600 inwoners. Long An is onderverdeeld in een stad en dertien huyện.

## Stad

### Thành phốTân An
- Phường 1
- Phường 2
- Phường 3
- Phường 4
- Phường 5
- Phường 6
- Phường 7
- Phường Khánh Hậu
- Phường Tân Khánh
- Xã An Vĩnh Ngãi
- Xã Bình Tâm
- Xã Hướng Thọ Phú
- Xã Lợi Bình Nhơn
- Xã Nhơn Thạnh Trung

## Huyện

### HuyệnBến Lức
- Thị trấn Bến Lức
- Xã An Thạnh
- Xã Bình Đức
- Xã Long Hiệp
- Xã Lương Bình
- Xã Lương Hòa
- Xã Mỹ Yên
- Xã Nhựt Chánh
- Xã Phước Lợi
- Xã Tân Bửu
- Xã Tân Hòa
- Xã Thạnh Đức
- Xã Thạnh Hòa
- Xã Thạnh Lợi
- Xã Thạnh Phú

### HuyệnCần Đước
- Thị trấn Cần Đước
- Xã Long Cang
- Xã Long Định
- Xã Long Hòa
- Xã Long Hựu Đông
- Xã Long Hựu Tây
- Xã Long Khê
- Xã Long Sơn
- Xã Long Trạch
- Xã Mỹ Lệ
- Xã Phước Đông
- Xã Phước Tuy
- Xã Phước Vân
- Xã Tân Ân
- Xã Tân Chánh
- Xã Tân Lân
- Xã Tân Trạch

### HuyệnCần Giuộc
- Thị trấn Cần Giuộc
- Xã Đông Thạnh
- Xã Long An
- Xã Long Hậu
- Xã Long Phụng
- Xã Long Thượng
- Xã Mỹ Lộc
- Xã Phước Hậu
- Xã Phước Lại
- Xã Phước Lâm
- Xã Phước Lý
- Xã Phước Vĩnh Đông
- Xã Phước Vĩnh Tây
- Xã Tân Kim
- Xã Tân Lập
- Xã Thuận Thành
- Xã Trường Bình

### HuyệnChâu Thành
- Thị trấn Tầm Vu
- Xã An Lục Long
- Xã Bình Qưới
- Xã Dương Xuân Hội
- Xã Hiệp Thạnh
- Xã Hòa Phú
- Xã Long Trì
- Xã Phú Ngãi Trị
- Xã Phước Tân Hưng
- Xã Thanh Phú Long
- Xã Thanh Vĩnh Đông
- Xã Thuận Mỹ
- Xã Vĩnh Công

### HuyệnĐức Hòa
- Thị trấn Đức Hòa
- Thị trấn Hậu Nghĩa
- Thị trấn Hiệp Hòa
- Xã An Ninh Đông
- Xã An Ninh Tây
- Xã Đức Hoà Đông
- Xã Đức Hòa Hạ
- Xã Đức Hoà Thượng
- Xã Đức Lập Hạ
- Xã Đức Lập Thượng
- Xã Hiệp Hòa
- Xã Hoà Khánh Đông
- Xã Hoà Khánh Nam
- Xã Hoà Khánh Tây
- Xã Hựu Thạnh
- Xã Lộc Giang
- Xã Mỹ Hạnh Bắc
- Xã Mỹ Hạnh Nam
- Xã Tân Mỹ
- Xã Tân Phú

### HuyệnĐức Huệ
- Thị trấn Đông Thành
- Xã Bình Hòa Bắc
- Xã Bình Hòa Hưng
- Xã Bình Hòa Nam
- Xã Bình Thành
- Xã Mỹ Bình
- Xã Mỹ Quý Đông
- Xã Mỹ Quý tây
- Xã Mỹ Thạnh Bắc
- Xã Mỹ Thạnh Đông
- Xã Mỹ Thạnh Tây

### HuyệnMộc Hóa
- Thị trấn Mộc Hóa
- Xã Bình Hiệp
- Xã Bình Hòa Đông
- Xã Bình Hòa Tây
- Xã Bình Hòa Trung
- Xã Bình Phong Thạnh
- Xã Bình Tân
- Xã Bình Thạnh
- Xã Tân Lập
- Xã Tân Thành
- Xã Thạnh Hưng
- Xã Thạnh Trị
- Xã Tuyên Thạnh

### HuyệnTân Hưng
- Thị trấn Tân Hưng
- Xã Hưng Điền
- Xã Hưng Điền B
- Xã Hưng Hà
- Xã Hưng Thạnh
- Xã Thạnh Hưng
- Xã Vĩnh Bửu
- Xã Vĩnh Châu A
- Xã Vĩnh Châu B
- Xã Vĩnh Đại
- Xã Vĩnh Lợi
- Xã Vĩnh Thạnh

### HuyệnTân Thạnh
- Thị trấn Tân Thạnh
- Xã Bắc Hoà
- Xã Hậu Thạnh Tây
- Xã Hậu Thanh Đông
- Xã Kiến Bình
- Xã Nhơn Hòa
- Xã Nhơn Hòa Lập
- Xã Nhơn Ninh
- Xã Tân Bình
- Xã Tân Hòa
- Xã Tân Lập
- Xã Tân Ninh
- Xã Tân Thành

### HuyệnTân Trụ
- Thị trấn Tân Trụ
- Xã An Nhựt Tân
- Xã Bình Lãng
- Xã Bình Tịnh
- Xã Bình Trinh Đông
- Xã Đức Tân
- Xã Lạc Tấn
- Xã Mỹ Bình
- Xã Nhựt Ninh
- Xã Quê Mỹ Thạnh
- Xã Tân Phước Tây

### HuyệnThạnh Hóa
- Thị trấn Thạnh Hóa
- Xã Tân Đông
- Xã Tân Hiệp
- Xã Tân Tây
- Xã Thạnh An
- Xã Thạnh Phú
- Xã Thạnh Phước
- Xã Thuận Bình
- Xã Thuận Nghĩa Hòa
- Xã Thủy Đông
- Xã Thuỷ Tây

### HuyệnThủ Thừa
- Thị trấn Thủ Thừa
- Xã Bình An
- Xã Bình Thạnh
- Xã Long Thạnh
- Xã Long Thành
- Xã Long Thuận
- Xã Mỹ An
- Xã Mỹ Lạc
- Xã Mỹ Phú
- Xã Mỹ Thạnh
- Xã Nhị Thành
- Xã Tân Lập
- Xã Tân Thành

### HuyệnVĩnh Hưng
- Thị trấn Vĩnh Hưng
- Xã Hưng Điền A
- Xã Khánh Hưng
- Xã Thái Bình Trung
- Xã Thái Trị
- Xã Tuyên Bình
- Xã Tuyên Bình Tây
- Xã Vĩnh Bình
- Xã Vĩnh Thuận
- Xã Vĩnh Trị